# Epirinus bentoi
Epirinus bentoi är en skalbaggsart som beskrevs av Ferreira 1964. Epirinus bentoi ingår i släktet Epirinus och familjen bladhorningar. Inga underarter finns listade i Catalogue of Life.